# (36299) 2000 JA16
2000 جاي أي 16 (ويعرف أيضًا باسم (36299) 2000 جاي أي 16 وفق تسمية الكوكب الصغير) (بالإنجليزية: 2000 JA16)‏ هو كويكب ضمن حزام الكويكبات؛ وترتيبه 36299 من حيث الاكتشاف.
اكتُشف هذا الجُرم الفلكي بواسطة بحث لنكولن عن الكويكبات القريبة من الأرض في 6 مايو 2000.

## وصلات خارجية
- (36299) 2000 JA16 في قاعدة بيانات مختبر الدفع النفاث لأجرام النظام الشمسي الصغيرة

- الاكتشاف · مخطط المدار ·  العناصر المدارية · المعلمات المادية

- (36299) 2000 JA16 على موقع ويكي سكاي: DSS2, SDSS, GALEX, IRAS, Hydrogen α, X-Ray, Astrophoto, Sky Map, Articles and images